# Férfi szabadpuska, összetett az 1896. évi nyári olimpiai játékokon
A férfi összetett szabadpuska egyike volt az öt sportlövő versenyszámnak az olimpián. A második puskás versenyszám volt egyben az utolsó lövőszám. Az esemény április 11-én kezdődött és másnap, 12-én fejeződött be. Minden lövésznek 40 lövése volt 4 sorozat alatt, azaz 10 lövés sorozatonként. 25 sportoló jelezte részvételét, de csak 20 versenyző indult.
3 nemzet 20 versenyzője vett részt az eseményen.

## Érmesek
| Arany                                    | Ezüst                                  | Bronz                      |
| Jeórjiosz Orfanídisz · Görögország (GRE) | Joánisz Frangúdisz · Görögország (GRE) | Viggo Jensen · Dánia (DEN) |

## Eredmények
| Helyezés | Versenyző                    | Eredmény       | Találatok      | 1. sorozat     | 2. sorozat     | 3. sorozat     | 4. sorozat     |
| -------- | ---------------------------- | -------------- | -------------- | -------------- | -------------- | -------------- | -------------- |
| Arany    | Jeórjiosz Orfanídisz (GRE)   | 1 583          | 37             | 328            | 520            | 420            | 315            |
| Ezüst    | Joánisz Frangúdisz (GRE)     | 1 312          | 31             | 470            | 192            | 440            | 210            |
| Bronz    | Viggo Jensen (DEN)           | 1 305          | 31             | 392            | 423            | 280            | 210            |
| 4.       | Anasztásziosz Metaxász (GRE) | 1 102          | nincs adat     | nincs adat     | nincs adat     | nincs adat     | nincs adat     |
| 5.       | Pantelis Karasevdas (GRE)    | 1 039          | nincs adat     | nincs adat     | nincs adat     | nincs adat     | nincs adat     |
| 6-18.    | Antelothanasis (GRE)         | nincs adat     | nincs adat     | nincs adat     | nincs adat     | nincs adat     | nincs adat     |
| 6-18.    | Georgios Diamantis (GRE)     | nincs adat     | nincs adat     | nincs adat     | nincs adat     | nincs adat     | nincs adat     |
| 6-18.    | Alexios Fetsios (GRE)        | nincs adat     | nincs adat     | nincs adat     | nincs adat     | nincs adat     | nincs adat     |
| 6-18.    | Karakatsanis (GRE)           | nincs adat     | nincs adat     | nincs adat     | nincs adat     | nincs adat     | nincs adat     |
| 6-18.    | Khatzidakis (GRE)            | nincs adat     | nincs adat     | nincs adat     | nincs adat     | nincs adat     | nincs adat     |
| 6-18.    | Nikolaos Levidis (GRE)       | nincs adat     | nincs adat     | nincs adat     | nincs adat     | nincs adat     | nincs adat     |
| 6-18.    | Sidney Merlin (GBR)          | nincs adat     | nincs adat     | nincs adat     | nincs adat     | nincs adat     | nincs adat     |
| 6-18.    | Zenon Mikhailidis (GRE)      | nincs adat     | nincs adat     | nincs adat     | nincs adat     | nincs adat     | nincs adat     |
| 6-18.    | Moustakopoulos (GRE)         | nincs adat     | nincs adat     | nincs adat     | nincs adat     | nincs adat     | nincs adat     |
| 6-18.    | Pávlosz Pavlídisz (GRE)      | nincs adat     | nincs adat     | nincs adat     | nincs adat     | nincs adat     | nincs adat     |
| 6-18.    | Alexandros Theofilakis (GRE) | nincs adat     | nincs adat     | nincs adat     | nincs adat     | nincs adat     | nincs adat     |
| 6-18.    | Ioannis Theofilakis (GRE)    | nincs adat     | nincs adat     | nincs adat     | nincs adat     | nincs adat     | nincs adat     |
| 6-18.    | Nikólaosz Trikúpisz (GRE)    | nincs adat     | nincs adat     | nincs adat     | nincs adat     | nincs adat     | nincs adat     |
| -        | Leonidas Langakis (GRE)      | nem fejezte be | nem fejezte be | nem fejezte be | nem fejezte be | nem fejezte be | nem fejezte be |
| -        | Ioannis Vourakis (GRE)       | nem fejezte be | nem fejezte be | nem fejezte be | nem fejezte be | nem fejezte be | nem fejezte be |

Az első nap után a görög Joánisz Frangúdisz vezette a versenyt, azonban a második napon a szintén görög Jeórjiosz Orfanídisz átvette a vezetést és 37 találatával, valamint 1 583 pontjával megnyerte a versenyt. Phrangoudis végül ezüstérmes lett 31 találattal és 1 312 ponttal. Ezzel a teljesítménnyel majdnem csak a harmadik helyet szerezte meg, ugyanis a dán Viggo Jensen ugyancsak 31-szer találta el a célt és mindössze 7 ponttal kapott kevesebbet. 1 305 pontos teljesítményével végül ő lett a bronzérmes.